# Non è gratis
Non è gratis è l'unico album in studio del gruppo musicale italiano Rapstar, pubblicato il 31 gennaio 2012 dalla Tempi Duri Records e distribuito dalla Universal Music Group.
L'uscita dell'album è stata anticipata dalla pubblicazione del doppio singolo Ci rimani male/Chimica Brother, uscito il 6 gennaio 2012. Dal 26 gennaio 2012 è stato reso possibile scaricare gratis La prova vivente dalla pagina Facebook ufficiale del gruppo.
Il disco ha debuttato alla settima posizione della classifica italiana degli album.

## Il disco

### Titolo
Con il titolo "Non è gratis" il duo si riferisce al successo (e non alla pirateria verso i brani musicali, come si potrebbe ipotizzare).
In un'intervista per la TVN, Clementino ha detto: «Il disco si chiama "Non è gratis" nel senso di gavetta, ecco. Il successo non è gratis, quindi bisogna fare la gavetta, bisogna fare i sacrifici, ed il successo piano piano arriva se uno ci crede, però non è gratis, te lo devi conquistare».

### Singoli
Il primo singolo ad essere stato estratto dall'album è Ci rimani male/Chimica Brother, pubblicato il 9 gennaio 2012. A due mesi esatti di distanza viene pubblicato La luce, il cui testo è incentrato sulla vita di Clementino.

## Tracce
1. Rapstar – 1:21
2. Nonsisamai – 3:40
3. Maltempo – 2:55
4. Chimica Brother – 4:06
5. Ci rimani male – 4:43
6. Una possibilità (feat. Entics) – 3:34
7. La prova vivente (feat. Marracash) – 3:35
8. Prendi il microfono – 4:16
9. Quanta rabbia – 3:55
10. Rambo – 3:27
11. Non è gratis – 2:45
12. Il giro dell'oca – 2:31
13. Come me – 3:45
14. La luce – 4:41
15. Outro – 5:49

Traccia bonus nell'edizione di iTunes
1. Chimica Brother (DJ Tayone Remix) – 4:04

## Classifiche
| Classifica (2012) | Posizione massima |
| ----------------- | ----------------- |
| Italia            | 7                 |